# Terceiro Período Intermédio
O Terceiro Período Intermédio é um período na história do Antigo Egito que teve início em 1 070 a.C., com a morte do faraó Ramessés XI, e terminou em 712 a.C.. Foi antecedido pelo Reino Novo e sucedido pela Época Baixa.
O período foi de declínio e instabilidade política, coincidindo com o colapso final da Idade do Bronze das civilizações no Oriente Médio e no Mediterrâneo Oriental (incluindo a Idade das Trevas Grega). Foi marcado pela divisão do estado durante grande parte do período e conquista e domínio por estrangeiros. Mas muitos aspectos da vida dos egípcios comuns mudaram relativamente muito pouco.

## História

### Vigésima Primeira Dinastia
O período da Vigésima Primeira Dinastia é caracterizado pela realeza do país em fratura. Mesmo nos dias de Ramessés XI, a Vigésima dinastia do Egito estava perdendo o controle do poder na cidade de Tebas, cujos sacerdotes estavam a tornar-se cada vez mais poderosos. Após a sua morte, seu sucessor Esmendes I governou a partir da cidade de Tânis, mas era principalmente ativo apenas no Baixo Egito que eles controlavam. Enquanto isso, os Sumos Sacerdotes de Ámon em Tebas efetivamente governavam o Médio e o Alto Egito em tudo menos no nome. No entanto, esta divisão foi menos significativa do que parece, uma vez que ambos os sacerdotes e faraós vinham da mesma família.

### Vigésima Segunda e Vigésima Terceira Dinastia
O país foi firmemente reunido pela Vigésima Segunda Dinastia fundada por Sisaque I em 945 AC (ou 943 AC), que descendiam de imigrantes Meshwesh, originalmente da antiga Líbia. Isso trouxe estabilidade ao país por mais de um século, mas depois do reinado de Osocor II, particularmente, o país efetivamente despedaçou-se em dois estados com Sisaque III da Vigésima Segunda Dinastia controlando o Baixo Egito em 818 AC enquanto Taquelote II e o seu filho Osocor (o futuro Osocor III) governou o Médio e Alto Egito. Em Tebas, uma guerra civil envolveu a cidade entre as forças de Pedubast I, que se proclamou Faraó contra a linha existente de Taquelote II / Osocor B. Essas duas facções brigaram consistentemente e o conflito só foi resolvido no ano 39 de Sisaque III quando Osocor B derrotou os seus inimigos. Ele procedeu a fundar a Vigésima Terceira Dinastia do Alto Egito Líbio de Osocor III - Taquelote III - Rudamom, mas este reino rapidamente fragmentou depois da morte de Rudamom com a ascensão de cidades estados sob reis como Pefetjaubastete de Heracleópolis, Ninlote de Hermópolis e Ini em Tebas.

### Vigésima Quarta Dinastia
O reino Núbio ao sul tirou o máximo proveito dessa divisão e instabilidade política. Antes da campanha de 20 anos de Piiê no Egito, o governante Núbio anterior - Cáchita - já havia estendido a influência de seu reino a Tebas quando ele forçou Shepenupet, a Sacerdotisa principal da divindade egípcia antiga Ámon e irmã de Taquelote III, a adotar a sua própria filha Amenirdis. como sua sucessora. Então, 20 anos mais tarde, por volta de 732 AC, o seu sucessor, Piiê, marchou para o Norte e derrotou o poder combinado de vários governantes nativos Egípcios: Peftjaubast, Osocor IV de Tânis, Iuput II de Leontópolis e Tefnacte de Sais.

### Vigésima Quinta Dinastia

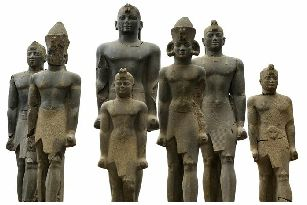
25ª Dinastia

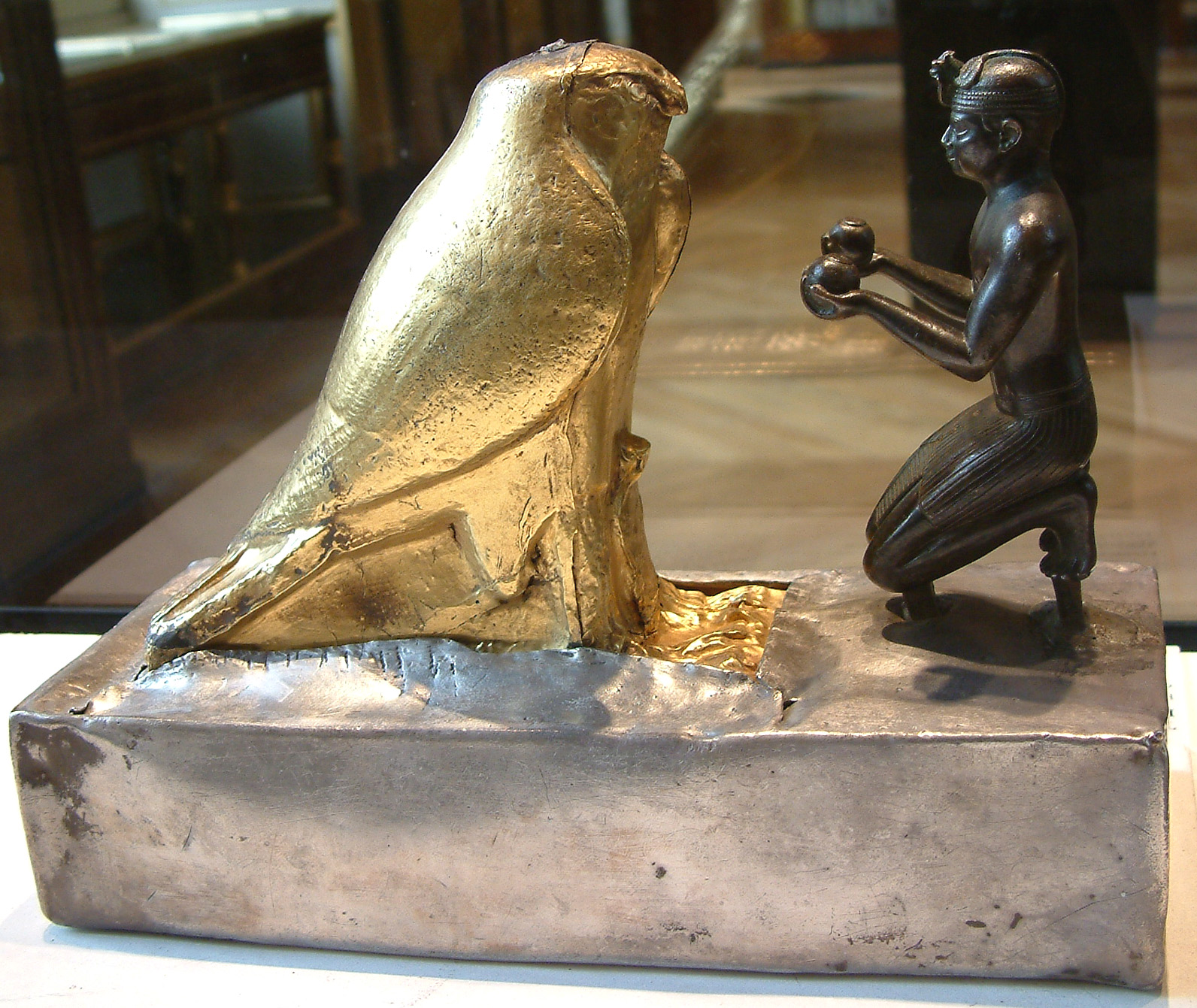
Taraca realiza oferendas ao deus Hemen

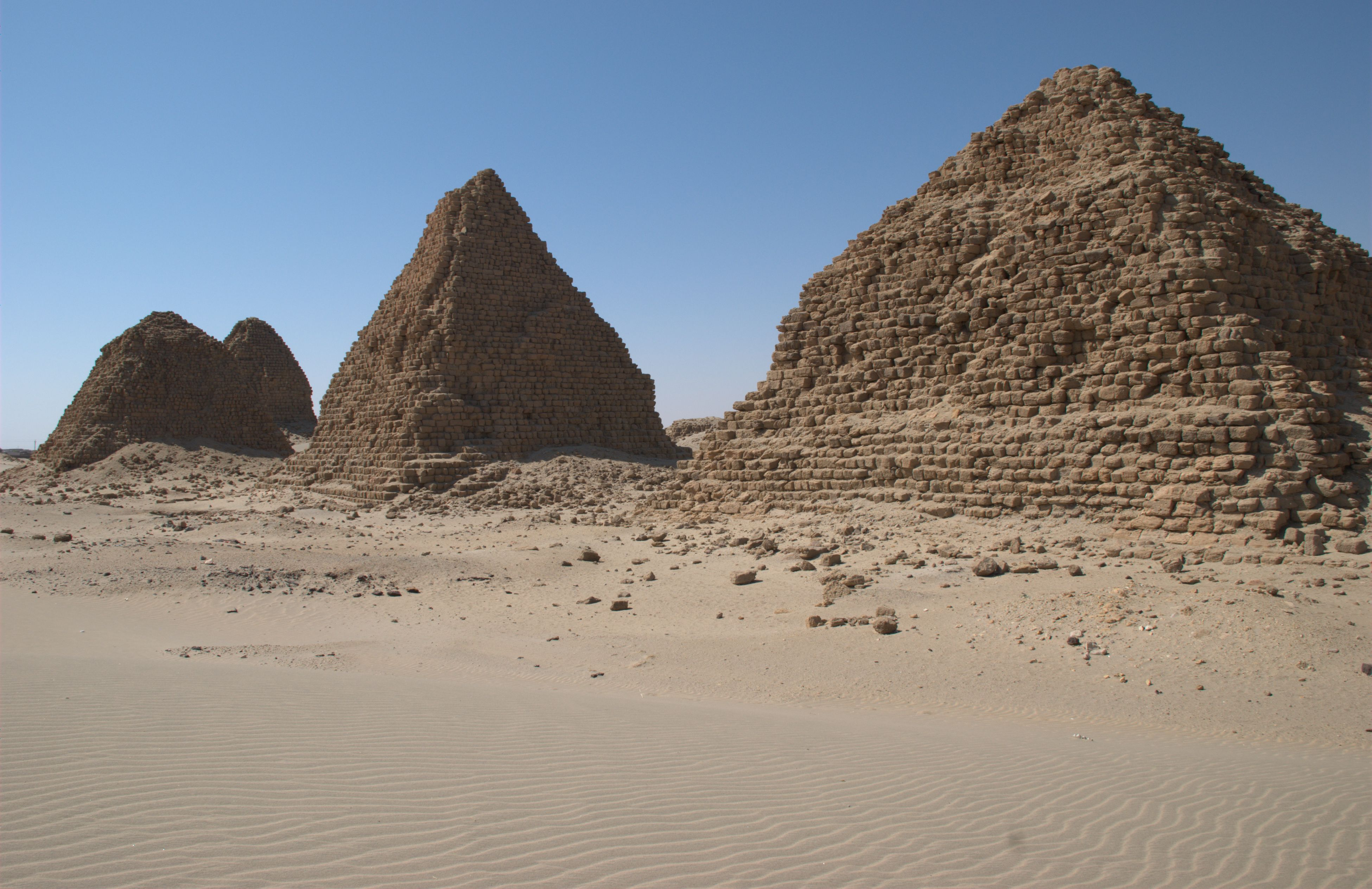
Pirâmides de Nuri

Piiê estabeleceu a Vigésima Quinta Dinastia (período em que o Egito foi governado pelos Faraós Negros) e nomeou os governantes derrotados como seus governadores provinciais. Ele foi sucedido primeiro por seu irmão, Xabaca, e depois por seus dois filhos, Xabataca e Taraca, respectivamente. O império reunido do vale do Nilo, da 25ª dinastia, era tão grande quanto tinha sido desde o Império Novo. Faraós, como Taraca, construíram ou restauraram templos e monumentos em todo o vale do Nilo, incluindo em Mênfis, Carnaque, Kawa, Jebel Barkal, etc. A 25ª dinastia terminou com seus governantes recuando para sua pátria espiritual em Napata. Foi lá (em El-Kurru e Nuri) que todos os faraós da 25ª dinastia foram enterrados sob as primeiras pirâmides a serem construídas no vale do Nilo em milénios.  A dinastia Napatana levou ao Reino de Cuxe, que floresceu em Napata e Meroé até pelo menos ao século II.
O prestígio internacional do Egito havia diminuído consideravelmente a essa altura. Os aliados internacionais do país haviam caído firmemente na esfera de influência da Assíria e a partir de 700 a.C., a questão tornou-se quando, e não se, haveria guerra entre os dois estados. Apesar do tamanho e riqueza do Egito, a Assíria tinha uma maior oferta de madeira, enquanto o Egito tinha uma escassez crónica, permitindo que a Assíria produzisse mais carvão necessário para a fundição de ferro e desse modo dando à Assíria uma maior oferta de armamento de ferro. Essa disparidade se tornou crítica durante a invasão Assíria do Egito em 670 AC. Consequentemente, o reinado do Faraó Taraca, e do seu sucessor e primo Tantamani, estiveram cheios de conflitos constantes com os Assírios. Em 664 AC os Assírios deram um golpe mortal, saqueando Tebas e Mênfis.

### Declínio
O Alto Egito permaneceu por um tempo sob o domínio de Tantamani, enquanto o Baixo Egito foi governado a partir de 664 a.C. pela Vigésima Sexta Dinastia, reis clientes estabelecidos pelos Assírios que conseguiram com sucesso a independência política do Egito durante o tempo dos problemas enfrentados com o Império assírio. Em 656 AC, Psamético I ocupou Tebas e tornou-se Faraó, o Rei do Alto e do Baixo Egito, trazendo maior estabilidade ao país em um reinado de 54 anos a partir da cidade de Saís. Quatro reis saítas sucessivos continuaram a guiar o Egito para outro período de paz e prosperidade de 610 a 525 AC. Infelizmente para esta dinastia, um novo poder estava crescendo no Oriente Próximo - a Pérsia. O Faraó Psamético III havia sucedido a seu pai Amósis II por apenas 6 meses antes de ter que enfrentar o Império Aquemênida em Pelúsio. Os persas já tinham tomado a Babilônia e o Egito não era páreo. Psamético III foi derrotado e brevemente escapou para Mênfis, antes de ser aprisionado e, posteriormente, executado em Susa, a capital do rei Persa Cambises, que agora assumia o título formal de Faraó.
Vários pontos são oferecidos como o início para a segunda era, embora seja mais frequentemente considerado como datando da fundação da Vigésima Sexta Dinastia por Psamético I em 664 a.C., após a expulsão dos governantes Núbios da Vigésima Quinta Dinastia pelos Assírios sob o Rei Assurbanípal.[carece de fontes?]

## Historiografia
A historiografia desse período é disputada por vários motivos. Em primeiro lugar, há uma disputa sobre a utilidade de um termo muito artificial que abrange um período extremamente longo e complicado da história Egípcia. O Terceiro Período Intermédio inclui longos períodos de estabilidade, bem como instabilidade cronica e conflito civil: o seu próprio nome obscurece esse fato. Em segundo lugar, há problemas significativos de cronologia decorrentes de várias áreas: primeiro, há dificuldades na datação comum a toda a cronologia Egípcia, mas estas são agravadas devido a sincronismos com a Arqueologia Bíblica, que também contêm datas muito disputadas. Peter James argumentou contra Kitchen que o período durou menos de 200 anos - começando depois de 850 AC, mas terminando na data convencional - já que as cinco dinastias tiveram muitos anos de sobreposição. Finalmente, alguns Egiptólogos e estudiosos da Bíblia, como Kenneth Kitchen ou David Rohl, têm teorias novas ou controversas sobre as relações familiares das dinastias que compõem o período.